# 第33回読売新聞社杯全日本選抜競輪
第33回読売新聞社杯全日本選抜競輪は、  2018年2月9日から12日まで、四日市競輪場で行われた競輪のGI競走である。優勝賞金は2,990万円（副賞含む）。

## 決勝戦

### 競走成績
- 2月12日（月・休）第12レース[1][2][3]
- 誘導員…柴崎淳（三重）[4][5]

| 着 | 車番 | 選手       | 登録地 | 級 班 | 着差    | 決まり手 | 上がり (秒) | H/B | 特記 |
| -- | ---- | ---------- | ------ | ----- | ------- | -------- | ----------- | --- | ---- |
| 1  | 1    | 新田祐大   | 福島   | SS    |         | 捲くり   | 11.6        |     |      |
| 2  | 9    | 村上義弘   | 京都   | S1    | 1車身   | 逃げ     | 12.1        | B   |      |
| 3  | 7    | 村上博幸   | 京都   | S1    | 1車輪   |          | 12.0        |     |      |
| 4  | 6    | 山田英明   | 佐賀   | S1    | 1/8車輪 |          | 11.6        |     |      |
| 5  | 4    | 椎木尾拓哉 | 和歌山 | S1    | 3/4車身 |          | 11.9        |     |      |
| 6  | 5    | 平原康多   | 埼玉   | SS    | 1/4車輪 |          | 12.0        |     |      |
| 7  | 8    | 原田研太朗 | 徳島   | S1    | 1車身   |          | 12.0        |     |      |
| 8  | 2    | 吉澤純平   | 茨城   | S1    | 3/4車身 |          | 12.3        |     |      |
| 9  | 3    | 古性優作   | 大阪   | S1    | 大差    |          | 14.8        | H   |      |

### 配当金額
|  | 【未発売】 |

| 1=7=9 | 1,123円 |  |

|  | 【未発売】 |

| 1-9-7 | 3,830円 |  |

| 1=6 | 5,200円 |  |

| 1=9 | 1,000円 |  |
| 1=7 | 290円   |  |
| 7=9 | 390円   |  |

| 1-6 | 780円 |  |

### レース概略
古性の主導権。吉澤の最終1コーナーからの巻き返しに合わせて、村上義が番手まくり。この後ろの村上博がバックで吉澤をけん制、さらに平原を2センターでブロック。最終バックで車を外に持ち出した新田が、最終直線でイエローライン付近を伸びて優勝、グランドスラムに王手となった（残るは寛仁親王牌）。村上兄弟は、兄の義弘が2着、弟の博幸が3着となった。

## 特記事項
- 四日市競輪場でのGI開催は、開場以来初めてとなった（これまで松阪競輪場では未開催のため三重県内としても初）。

- 大会ポスターに描かれた女性（翌年にデビューした公認VTuber・泗水美海）と同じトレンチコートとマフラー姿に扮した、2人のアテンドガールが開会式や表彰式などで活動した[9]。

- 地上波の決勝戦中継は「坂上忍の勝たせてあげたいTV 第33回読売新聞社杯全日本選抜競輪」《日本テレビ系列全国ネット》。なお、進行は従来の田中みな実がひるキュン!（TOKYO MX）を優先した関係で望月理恵が担当した[10][11]。

- シリーズ全体での目標額は96億円だったが、シリーズ全体での総売上額は83億5901万100円[12][13]。当時の全日本選抜としてはワーストの売上[14]、4日制GIとしてもワースト3の売上（2017年の寬仁親王牌、2016年の競輪祭に次ぐ）[15]となった。

### 競走データ
- 吉澤純平は、今回が初のGI決勝進出だった[16]。

- 唯一、3連勝で決勝に進んだ山田英明は、4着に終わった[17]。